# النيابة العامة (البرازيل)
النيابة العامة (بالبرتغالية: Advocacia Pública) هو جهاز عام مرتبط بالسلطة التنفيذية في البرازيل يهدف إلى ضمان إدارة فعالة للأصول العامة من خلال تمثيل الدولة ككيان قانوني في كل من النزاعات المحلية والدولية ومن خلال تقديم المشورة القانونية.

يعتبره الدستور الاتحادي من الوظائف التي تعتبر «أساسية» لإقامة العدل، جنبًا إلى جنب مع مكتب المدعي العام ومكتب المحامي العام والمحامين، كما هو مذكور في الباب الرابع (تنظيم السلطات)، والفصل الرابع ( الوظائف الأساسية للعدالة) القسم الثاني.
وهي مقسمة داخليًا إلى وحدات للاتحاد والولايات في جميع أنحاء الإقليم. بالإضافة إلى ذلك تم تصنيفها إلى أقسام متخصصة وفقًا للمسائل الجوهرية قيد المناقشة، على النحو التالي: مكتب المستشار العام للحكومة الفيدرالية، وللخزانة الفيدرالية، وللبنك الوطني، وللمسائل الفيدرالية. وجميعها على مستوى الاتحاد، ومكاتب المستشار العام لحكومة الولاية على مستويات الولاية. تم تصميم هذا الترتيب بهدف فصل هموم الدولة عن هموم أعضاء الحكومة الحاليين.
لا يتطرق الدستور الاتحادي إلى المكاتب البلدية، ولكن بالنظر إلى عدم وجود حظر صريح، أنشأت معظم البلديات مكتب المدعي العام الخاص بها.